# Philyra brasiliensis
Philyra es un género monotípico perteneciente a la familia de las euforbiáceas. Su única especie: Philyra brasiliensis, es originaria de Brasil donde se encuentra en la Caatinga y la Mata Atlántica, distribuida por Bahia y São Paulo.

## Taxonomía
Philyra brasiliensis fue descrita por Johann Friedrich Klotzsch y publicado en Archiv für Naturgeschichte 1: 199. 1841.
Sinonimia
- Argyrothamnia brasiliensis (Klotzsch) Müll. Arg.
- Argythamnia brasiliensis (Klotzsch) Müll.Arg.
- Ditaxis brasiliensis (Klotzsch) Baill.[4][5]